# Alac

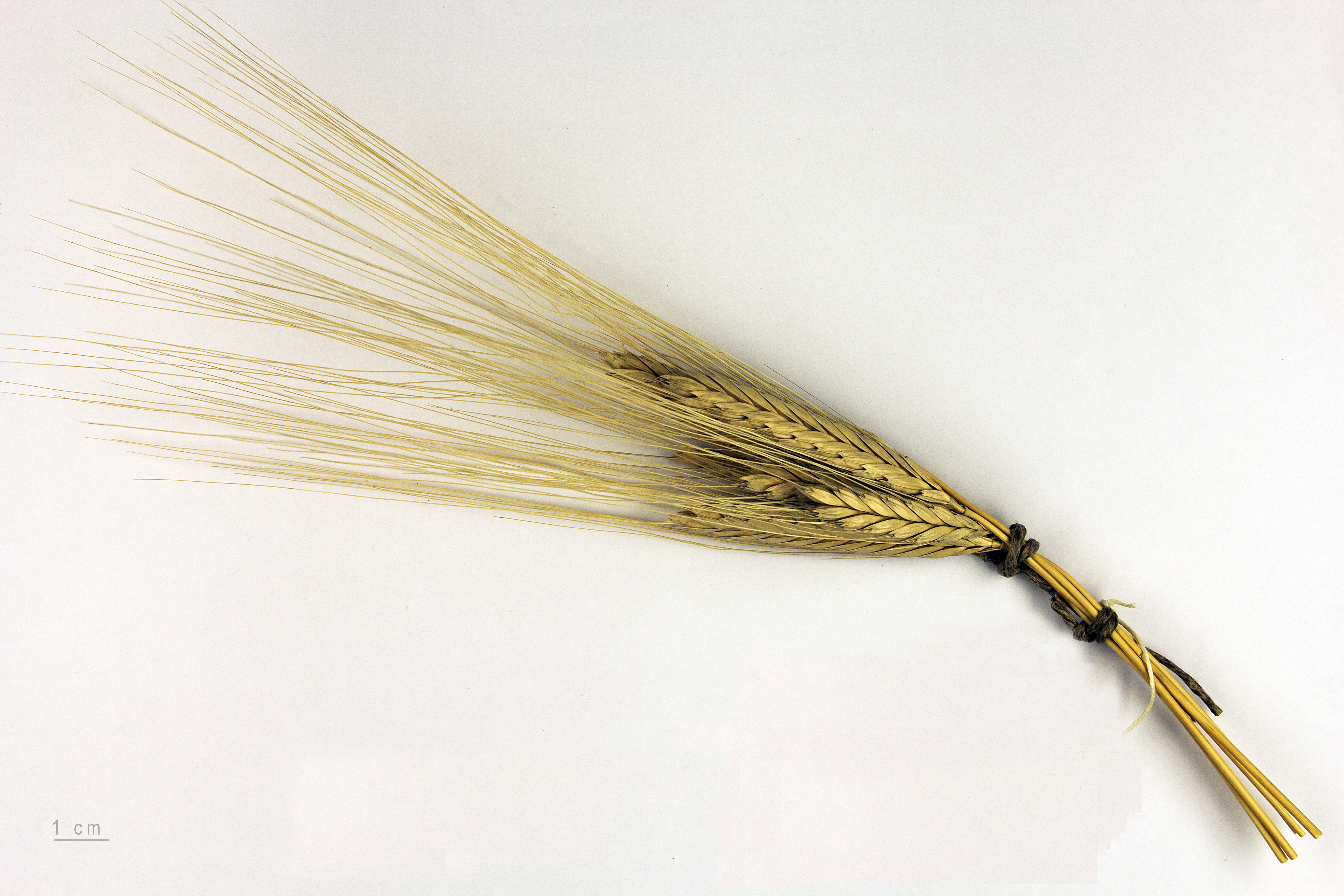
Spice de alac - MHNT

Alacul sau Einkorn (Triticum monococcum) este o specie de grâu cultivat încă din timpuri preistorice. Este o cereală păioasă din familia gramineelor. Are un singur bob în spiculeț, învelit strâns în palee, de aceea este cunoscut sub denumirea de Einkorn. Se caracterizează prin boabe care rămân „îmbrăcate” după treierat și care dau o făină alb-cenusie, putin bogată în gluten. Alacul conține mai puțin gluten decât grâul obisnuit.
Alacul (Einkorn) (Triticum monococcum - ssp monococcum) a fost primul grâu ancestral, luat în cultură acum mai bine de 10.000 de ani, urmat de grâul Emmer cu care este înrudit, apoi Khorasan (Kamut).

## Sistematică
Alacul aparține genului Triticum, clasa Monocotyledonopsida, ordinul Graminilis, familia Graminaceae (Poaceae), Grupa diploidă (2 n = 14 cromozomi) și cuprinde atât forma sălbatică Triticum monococcum ssp. boeoticum cât și forma cultivatăTriticum monococcum ssp. monococcum.
Este o cereală și o rudă foarte apropiată cu grâul de astăzi. Alacul a fost uitat o bună perioadă de timp dar acum el a revenit în actualitate și se cultivă din ce în ce mai intens. El dă mult mai puțină recoltă decât grâul dar suportă mai bine schimbările de temperatură fiind și foarte rezistent împotriva bolilor.
În România este cultivat doar în Munții Apuseni pe suprafețe restrânse.
Denumirea de alac a fost atribuită și altor grâne cu bobul îmbrăcat (ex. Triticum spelta).
Alacul se mai numește și „țénchi”.

## Utilizarea în panificație
În timpul frământării, Triticum monococcum prezintă un procent de degradare mai mic, probabil din cauza activității reduse a lipoxigenazei în făină. Pe de altă parte, Triticum monococcum furnizează mai mulți carotenoizi față de grâul dur și grâul moale în produsele finale și conferă o interesantă culoare galben închis.